# Стоковая фотография
Стоковая фотография (от англ. stock — «запас») — фотоизображение на определённую тематику, которое продаётся на общедоступных торговых площадках (мировом стоковом рынке) и может быть использовано в качестве иллюстрации или рекламы. Стоковые фотографии могут быть разрешены к использованию (лицензированы) для различных целей. Книжные, технические издательства, журналы, рекламные агентства, кинематографисты, веб-дизайнеры, художники, фирмы по декорированию интерьеров, корпоративные творческие группы, и др. обращаются в банки стоковых фотографий для использования изображений оттуда в своих работах.
Стоковые изображения могут быть представлены в онлайновых базах данных, что позволяет потребителю получать их дистанционно и немедленно при соответствующей форме оплаты.
Коллекции стоковых изображений порой называют фотостоком, фотоархивом, библиотекой фотографий, имиджбанком или фотобанком. Современные распространители стоковой фотографии обычно предлагают не только фотоснимки, но и видео, и иллюстрации.
Отличающей особенностью стоковой фотографии является то, что она делается не для конкретного заказчика. На сегодня в ведущих стоковых торговых площадках продается огромное количество фотографий на различную тематику.

## Обзор
Структура индустрии
Изображения хранятся в агентстве, которое отвечает за пересылку фотографу части лицензионных отчислений с каждого использования, или, в некоторых случаях, полностью владеет правами на изображение. Это всё чаще делается через интернет, особенно, при использовании микростоковой модели фотобанка.
Цена определяется в зависимости от размера аудитории или тиража выпуска; от страны или региона, на территории которого будет использоваться изображения; от того как долго будет использоваться изображение, а также на основании объёма прав, принадлежащих создателю или владельцу изображения.

## Виды лицензий
На фотобанках и фотостоках существуют следующие виды лицензий:
- Rights-Managed
- Rights-Ready
- Royalty-Free
- Editorial

Из всех перечисленных лицензий к стоковому рынку имеет отношение только лицензия Royalty-Free. Остальные лицензии используются только на фотобанках.

### Rights-Managed (c управляемыми правами)
Стоимость лицензии Rights-Managed рассчитывается исходя из размера изображения, вида и длительности использования, а также его географии. Если конечный клиент покупает фотографию по лицензии Rights-Managed, он должен будет предоставлять информацию о деталях использования фотографии. Для обсчёта конечной цены покупателю предлагается воспользоваться электронным калькулятором на сайте фотобанка или обратиться напрямую в отдел продаж. Существует также возможность эксклюзивной покупки прав на изображение по лицензии Rights-Managed.

### Rights-Ready
Покупателю лицензии Rights-Ready необходимо предоставить уточняющую информацию о том, как именно будет использоваться фотография — в каком проекте и в каких целях. При этом клиент не платит дополнительных отчислений, если повторно использует изображение в том же проекте с теми же целями, как было обозначено заранее.

### Royalty-Free (свободные от отчислений)
Royalty-free — это лицензия, приобретение которой дает возможность использования изображения неограниченное количество раз без дополнительных отчислений.
Это лицензия, по которой все права на изображение после продажи остаются у автора, а покупатель получает лишь право использования этого изображения. Стоимость лицензии Royalty-Free основана на размере фотографии и количестве покупателей, которые могут её использовать. Покупатель не платит никаких отчислений за использование изображения в различных проектах, но права на это использование принадлежат только продавцу и не могут быть переданы третьим лицам. Это основной вид массовых продаж изображений через интернет. Именно эта лицензия даёт фотографам и иллюстраторам возможность легально продавать одно и то же изображение без ограничений по количеству и времени.

### Editorial (редакционная)
Лицензия Editorial подразумевает использование фотографии не в целях рекламы, маркетинга или продвижения продукта на рынок, а исключительно в целях иллюстрации информационного повода. Пример правовой формулировки о лицензии Editorial из «Соглашения о Стандартной и Расширенной Лицензии» фотобанка Depositphotos:
Файлы с пометкой «Только для редакционного использования» продаются на основании ограниченной Стандартной лицензии и не могут быть использованы в коммерческих целях или рекламе. В таких Файлах могут содержаться изображения людей без соответствующих разрешений модели (Model Release), частной собственности, узнаваемых торговых марок и прочих элементов, на использование которых в коммерческих целях или рекламе необходимо специальное разрешение.
При использовании фото по лицензии Editorial от людей, изображённых на фотографии не требуется передача прав на использование своего образа (как это требуется при коммерческом использовании фото).
По лицензии Editorial могут распространяться не все изображения. Как пример, распространение по этой лицензии крупнопланового портрета человека может быть оспорено изображённым лицом с весьма неприятными последствиями для конечного пользователя изображения.